# Asociación Rosarina de Fútbol de Salón
La Asociación Rosarina de Fútbol de Salón (también conocida como A.RO.FU.SA.) es una entidad deportiva argentina fundada en Rosario el 4 de agosto de 1975. Actualmente tiene 49 años de vida trabajando en la organización de la práctica deportiva en el futsal de la región. Tiene su sede administrativa en Ricchieri 260 de la ciudad de Rosario.

## Historia

### Acta de fundación
El 4 de agosto de 1975, las instituciones Club Social Argentino Sirio, Club Atlético Fisherton, Asociación Japonesa de Rosario, Sociedad Hebraica de Rosario (hoy Unión Sionista Argentina de Rosario), Universidad Nacional de Rosario y Club Atlético Newell´s Old Boys fueron las primeras seis instituciones que lograron conformar la Asociación Rosarina de Fútbol de Salón. Carlos Arpi, joven abogado de esa ciudad, fue quien le brindó el marco jurídico para la composición como asociación, siendo el primer Presidente de la institución.
El acta de fundación se firma en el Departamento de Educación Física del Club Atlético Newell's Old Boys, por los señores Rubén Dalli, Carlos Arpi, Mario D'Andrea, Julio Ledesma, Carlos Colomba, Miguel Ángel Dib Kai, Daniel Harari, Jorge Hadad, Aldo Cabá, Osvaldo Arakaki, Manabu Nakamatru, Carlos Tarditti, Daniel Goldemberg y Rubén Pomerantz, siendo representantes de las instituciones fundantes.

### Afiliación a C.A.F.S.
A.RO.FU.SA es afiliada directa desde su fundación a la Confederación Argentina de Fútbol de Salón (C.A.F.S.)
La Asociación Rosarina de Fútbol de Salón se encuentra afiliada en el subcontinente sudamericano a la Confederación Sudamericana de Futsal, y a través de esta a la Asociación Mundial de Futsal (A.M.F.).

### Logros nacionales e internacionales

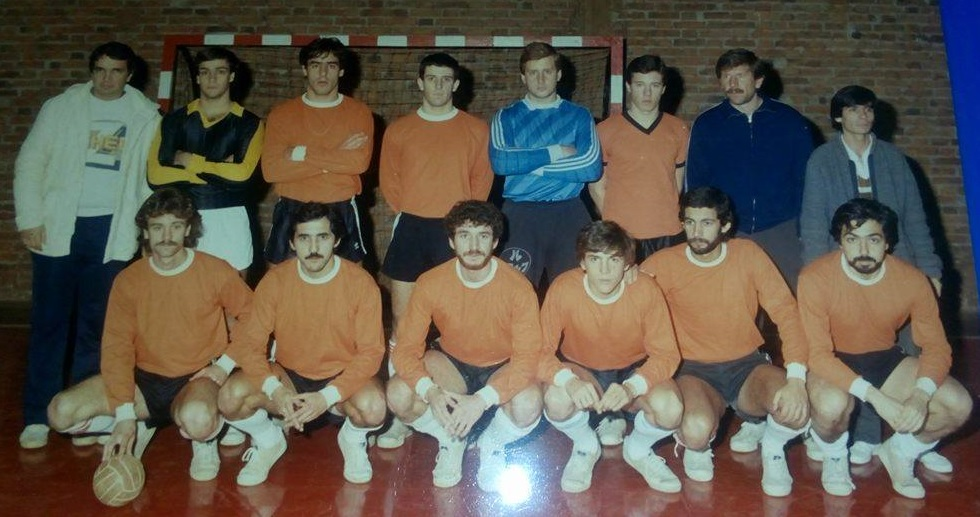
Selección de Rosario - Campeón Argentino de Selecciones (Capital Federal 1988)

#### Selecciones
Su afiliación a la C.A.F.S. desde su fundación le ha permitido disputar el Argentino de Selecciones desde 1976.
Este torneo ha sido ganado por A.RO.FU.SA. en 6 ocasiones en los años 1983, 1984, 1986, 1988, 1990 y 2002. En el año 1990, se quedó con la “Copa Challenger” por ganar 5 veces el títulos argentinos en forma alternada.
Los entrenadores que lograron los títulos de selecciones fueron Luis Del Ré (1984, 1988 y 1990), Daniel Coppola (1983), Rubén Vizzi (1986) y Juan José Capillo (2002).

#### Clubes
La Asociación Rosarina de Fútbol de Salón participa desde el año 1980 del Argentino de Clubes Campeones. El club Universidad Nacional de Rosario se ha destaca por haber conseguido 7 títulos. Es el club argentino que más veces lo consiguió. Lidera el ranking argentino. En este mismo torneo Newell’s Old Boys, Colegio Hermanos Maristas, Argentino Sirio,  Servando Bayo y Rosario Rowing Club, que obtuvieron el subcampeonato argentino.
En el torneo que se formó posteriormente denominado División de Honor, el club rosarino Rosario Rowing Club, que obtuvo el subcampeonato argentino en 2004.
En tanto que Echesortu Football Club en 2004 y  Nueva Era Club en 2018 fueron campeones del Torneo Nacional “B” Copa de Plata. En Nacionales de Clubes de Inferiores, Náutico Sportivo Avellaneda, consiguió el bicampeonato argentino juvenil 2011 y 2012, Nueva Aurora fue campeón Nacional en Categoría Menor en 2003. En categoría Veteranos, Carriego fue campeón Nacional de Seniors "A" en 2015 y Seniors "B" en 2022.
A.RO.FU.SA, presenta al club con más participaciones en Nacionales de Clubes que organiza la Confederación Argentina de Fútbol de Salón, el club Velocidad y Resistencia ha participado en 41 torneos nacionales.

#### Campeón panamericano de clubes
A nivel internacional, Universidad Nacional de Rosario se consagra campeón Panamericano de Clubes en 2004. El torneo se disputó en la ciudad de Mendoza. En 2005 participa del Mundial de Clubes en Rusia donde consigue el tercer puesto.

### Instituciones históricas
Estos son todas las instituciones que a lo largo de su historia forman y formaron parte de la Asociación Rosarina de Fútbol de Salón. En total son 149 instituciones entre clubes, asociaciones civiles, centros culturales, mutuales, sindicatos, entidades educativas, municipalidad y vecinales.

#### Clubes (95)
1.º de Mayo - 9 de Julio - Agua y Energía - Amistad y Unión - Argentino de Rosario - Argentino Sirio - Atlanta - Atlantic Sportsmen - Bancario - Banco Nación - Banco Provincial de Santa Fe - Belgrano - Ben Hur - Bochín - Buen Orden - C.A.O.V.A. - Calzada - Carriego - Central Córdoba - Ciclón - Cuba Libre - Defensores Unidos - Deportivo Unión Central - Echesortu - Edison - Estrella Azul - Federal - Fisherton - Fortín Barracas - Fortín Carrasco - Francisco de Godoy - General San Martín - Horizonte - Italiano - Jockey Club - Juventud Provincias Unidas - La Aurora - Leña y Leña - Libertad - Logaritmo - Los Rosarinos Estudiantil - Luchador - María Madre de la Lata - Náutico Sportivo Avellaneda - Newell's Old Boys - Nueva Aurora - Nueva Era - Ñaro - Olímpico Foot-Ball - Onkel - Oroño - P.S.M. - Paganini Alumni - Provincial - Red Star - Reflejos - Regatas Rosario - Remeros Alberdi - Renato Cesarini - Residentes de Parquefield - Río Negro - Rosarino de Esquí - Rosario Central - Rosario Rowing - Sáenz Peña - Saladillo - San Jorge - San Telmo - Sarmiento - Servando Bayo - Social Arroyito Artigas - Social Barrio Parque - Social Fisherton - Social y Deportivo Plaza Saavedra - Social Zona Sud - Sport Club Cañadense - Sportivo Alberdi - Sportivo América - Sportivo Federal - Sportivo Rosario - Suderland - Talleres - Teléfonos - Tiro Suizo - Tucumán - Unidad y Tesón - Unión Americana - Unión Argentina - Unión Arroyo Seco - Unión Sionista Rosario Argentina - Unión Tortugas - Universitario - Velocidad y Resistencia - Villa Urquiza - Voluntad.

#### Asociaciones Civiles (26)
A.C.E.F.M.S.L. - Asociación Ex Alumnos U.N.R. - Asociación Amigos de Newell's Old Boys - Asociación Amigos de Rosario Central - Asociación Ex Alumnos Sagrado Corazón - Ateneo Sagrado Corazón - Calamares - Deportivo Ibérico - Florida - Ibarlucea - Industrial - Instituto - La Fabrika - Las Chicas - Las Pitt - Latinoamérica - Los Tigres - Mambas Negras - Meso Futsal - Milán - Mitre - Monstruitas - P.S.G. - Psicored - Real Nogoyá - Tecnológico.

#### Centros Culturales (10)
Asociación Cristiana de Jóvenes - Asociación Japonesa de Rosario - Centro Armenio - Centro Cultural Israelita Rosario - Centro Vasco "Zazpirak Bat" - Círculo Sefaradi Argentino - Club del Dogo Argentino - Juventud Israelita Sefaradi Argentina - Sociedad Hebraica de Rosario - Sociedad Libanesa.

#### Mutuales y Sindicatos (8)
15 de Diciembre - A.T.R.A.R. - Asociación Mutual San Cristóbal - Caja Mutual Banco de Santa Fe - Empleados de Comercio - Mutual de Empleados de la Buena Vista Rosario - Sindicato de Prensa de Rosario - Unión Viajantes.

#### Entidades Educativas (6)
Cristo Rey - Hermanos Maristas - Instituto Politécnico Superior - La Salle - Sagrado Corazón - Universidad Nacional de Rosario.

#### Municipalidades y Vecinales (6)
Álvarez - Azcuénaga - Pérez Ciudad - Vecinal Echesortu Oeste - Venado Tuerto - Villa Gobernador Gálvez.

## Sedes administrativas
La Asociación tuvo diversas sedes administrativas a lo largo de su vida. En un primer momento, estaba en las instalaciones del Club Atlético Newell´s Old Boys. Luego pasó a instalarse en una biblioteca de calle La Paz al 2900. Posteriormente a la calle Zeballos al 600, luego en Pellegrini y Presidente Roca, Montevideo y Paraguay, Banco Nación, Club Atlético Provincial, después en un predio frente a la ex Sociedad Rural, en Alvear y Salta, tuvo un plazo en Alvear 290, hasta llegar a su actual sede en Ricchieri 260, lugar que comparte con el Círculo de Patrones de Yates de Rosario.

## Presidentes institucionales
La Asociación Rosarina de Futsal tuvo siete presidente. Desde el año 2007, Miguel Gonzalo es el encargado de comandar los destinos de A.RO.FU.SA.
1° presidente: Carlos Arpi
2° presidente: Elías Casis
3° presidente: Carlos Carletti
4° presidente: Juan Solano
5° presidente: Miguel Cappiello
6° presidente: Fernando Fucilieri
7° presidente: Miguel Gonzalo

## Instituciones afiliadas[2]
- Atlantic Sportsmen Club
- Club 1.º de Mayo
- Club Atlético Belgrano (Rosario)
- Club Atlético Fisherton
- Club Atlético Francisco de Godoy
- Club Atlético Newell's Old Boys
- Club Atlético Provincial
- Club Atlético Rosario Central
- Club Atlético Social Cuba Libre
- Club Atlético Social Intercambio Evaristo Carriego
- Club Atlético Sportivo Alberdi
- Club Banco Santa Fe
- Club Deportivo Unión Central
- Club Náutico Sportivo Avellaneda
- Club Regatas Rosario
- Club Sportivo Servando Bayo
- Club Social Zona Sud
- Club Velocidad y Resistencia
- Deportivo La Fábrika
- Nueva Era Club
- Pérez Ciudad
- Unión Sionista Argentina de Rosario

## Selección de Rosario
La Asociación Rosarina de Fútbol de Salón es una de las asociaciones afiliadas a la Confederación Argentina de Fútbol de Salón que más participó en los campeonatos Argentinos de Selecciones desde el año 1976 a la actualidad, tanto como Selección de Santa Fe y como Selección de Rosario.

### Torneos Argentinos de Selecciones Provinciales
Desde 1976 hasta 2008 la Asociación Rosarina de Fútbol de Salón representó en los Campeonatos Argentinos de Selecciones Provinciales a la Selección de Santa Fe.

#### Primera Masculina
| N.º | Año  | Nombre del torneo        | Sede                         | Posición Final    | Entrenador                       | Campeón          | Subcampeón       |
| --- | ---- | ------------------------ | ---------------------------- | ----------------- | -------------------------------- | ---------------- | ---------------- |
| 1   | 1976 | Argentino de Selecciones | Corrientes                   |                   | Pascual Benedetto                | Misiones         | Capital Federal  |
| 2   | 1977 | Argentino de Selecciones | Montecarlo                   | NO PARTICIPÓ      | --                               | Misiones         | Corrientes       |
| 3   | 1978 | Argentino de Selecciones | Ushuaia                      | NO PARTICIPÓ      | --                               | Tierra del Fuego | Misiones         |
| 4   | 1980 | Argentino de Selecciones | Formosa                      | Subcampeón        | Pascual Benedetto                | Formosa          | Santa Fe         |
| 5   | 1980 | Argentino de Selecciones | Oberá                        |                   | Daniel Coppola                   | Misiones         | Formosa          |
| 6   | 1982 | Argentino de Selecciones | Formosa                      | 5° Puesto         | Pascual Benedetto                | Corrientes       | Formosa          |
| 7   | 1983 | Argentino de Selecciones | Corrientes                   | Campeón           | Daniel Coppola                   | Santa Fe         | Misiones         |
| 8   | 1984 | Argentino de Selecciones | Rosario                      | Campeón           | Luis Del Re                      | Santa Fe         | Misiones         |
| 9   | 1984 | Argentino de Selecciones | Comodoro Rivadavia           | NO PARTICIPÓ      | --                               | Mendoza          | Capital Federal  |
| 10  | 1985 | Argentino de Selecciones | Mendoza                      | 5° Puesto         | Antonio José Azevedo (Zego)      | Mendoza          | Corrientes       |
| 11  | 1986 | Argentino de Selecciones | Capital Federal              | Campeón           | Rubén Vizzi                      | Santa Fe         | Capital Federal  |
| 12  | 1987 | Argentino de Selecciones | Posadas                      |                   | Rubén Vizzi                      | Mendoza          | Formosa          |
| 13  | 1988 | Argentino de Selecciones | Montecarlo / Capital Federal | Campeón           | Luis del Re                      | Santa Fe         | Capital Federal  |
| 14  | 1989 | Argentino de Selecciones | Apóstoles / Ituzaingó        | Subcampeón        | Luis del Re                      | Mendoza          | Santa Fe         |
| 15  | 1990 | Argentino de Selecciones | Capital Federal              | Campeón           | Luis del Re                      | Santa Fe         | Capital Federal  |
| 16  | 1991 | Argentino de Selecciones | Ushuaia                      |                   | Luis del Re                      | Tierra del Fuego | Chubut           |
| 17  | 1992 | Argentino de Selecciones | Comodoro Rivadavia           | Subcampeón        | Luis del Re                      | Chubut           | Santa Fe         |
| 18  | 1993 | Argentino de Selecciones | Rosario                      | Subcampeón        | Luis del Re                      | Tierra del Fuego | Santa Fe         |
|     | 1994 |                          |                              | NO SE DISPUTÓ (1) |                                  |                  |                  |
| 19  | 1995 | Argentino de Selecciones | Ituzaingó                    | NO PARTICIPÓ      | --                               | Corrientes       | Mendoza          |
| 20  | 1996 | Argentino de Selecciones | Formosa                      |                   | Eduardo Pastorino                |                  |                  |
| 20  | 1996 | Argentino de Selecciones | Mar del Plata                | NO PARTICIPÓ      | --                               | Mendoza          | Buenos Aires     |
| 21  | 1997 | Argentino de Selecciones | Ushuaia                      | NO PARTICIPÓ      | --                               | Tierra del Fuego | Chubut           |
| 22  | 1998 | Argentino de Selecciones | Rosario                      | 1ª ronda          | Luis del Ré                      | Mendoza          | Misiones         |
| 23  | 1999 | Argentino de Selecciones | Comodoro Rivadavia           | 6° Puesto         | Juan José Capillo                | Misiones         | Tierra del Fuego |
| 24  | 2000 | Argentino de Selecciones | Río Grande                   | 4° Puesto         | Juan José Capillo                | Mendoza          | Tierra del Fuego |
| 25  | 2001 | Argentino de Selecciones | Comodoro Rivadavia           | 3° Puesto         | Juan José Capillo                | Chubut Sur       | Tierra del Fuego |
| 26  | 2002 | Argentino de Selecciones | Corrientes                   | Campeón           | Juan José Capillo                | Santa Fe         | Corrientes       |
| 27  | 2003 | Argentino de Selecciones | Trelew                       | NO PARTICIPÓ      | --                               | Tierra del Fuego | Chubut Sur       |
| 28  | 2004 | Argentino de Selecciones | Capital Federal              | 1ª ronda          | Marcelo Espinosa                 | Chubut Sur       | Río Grande       |
| 29  | 2005 | Argentino de Selecciones | Mendoza                      | NO PARTICIPÓ      | --                               | Chubut Sur       | Mendoza          |
| 30  | 2006 | Argentino de Selecciones | Rosario                      | 3° Puesto         | Juan José Capillo                | Mar del Plata    | Chubut Sur       |
| 31  | 2007 | Argentino de Selecciones | Río Grande                   | 4° de Final       | Juan José Capillo                | Río Grande       | Ushuaia          |
| 32  | 2008 | Argentino de Selecciones | San Rafael                   | 1ª ronda          | Luciano D'Elia - Leandro Maurino | Mendoza          | Formosa          |
|     | 2009 |                          |                              | NO SE DISPUTÓ (2) |                                  |                  |                  |
|     | 2010 |                          |                              | NO SE DISPUTÓ (3) |                                  |                  |                  |

(1) Suspensión por disputarse en Argentina Mundial 1994
(2) Suspensión por Gripe H1N1
(3) Reprogramación de C.A.F.S.

### Torneos Argentinos de Selecciones de Ciudades
En el año 2010, la Confederación Argentina de Fútbol de Salón crea el Campeonato Argentino de Selecciones de Ciudades, por lo que la Asociación Rosarina de Fútbol de Salón comienza a disputar los torneos como Selección de Rosario. 
Este torneo tiene la particularidad de tener ascensos y descensos, el Argentino "A" de Ciudades se disputa con las 8 mejores selecciones de Argentina, en tanto que existen en el ascenso Argentino "B" Norte y Sur, de ambos torneos se asciende a la máxima categoría.

#### Primera Masculina
| N.º | Año  | Nombre del torneo                 | Sede               | Posición Final    | Entrenador         | Campeón             | Subcampeón         |
| --- | ---- | --------------------------------- | ------------------ | ----------------- | ------------------ | ------------------- | ------------------ |
| 1   | 2011 | Argentino Fundacional de Ciudades | Formosa            | 3° Puesto (1)     | Luciano D'Elia     | Metropolitana       | Ibarreta           |
| 2   | 2012 | Argentino "A"                     | Comodoro Rivadavia | 3° Puesto         | Daniel Bustos      | Comodoro Rivadavia  | Mar del Plata      |
|     | 2013 |                                   |                    | NO SE DISPUTÓ (2) |                    |                     |                    |
| 3   | 2014 | Argentino "A"                     | Comodoro Rivadavia | 6° Puesto         | Gustavo Andrada    | Comodoro Rivadavia  | Mendoza            |
| 4   | 2015 | Argentino "A"                     | Posadas            | 1ª ronda (3)      | Leandro Duri       | Mendoza             | Corrientes         |
| 5   | 2016 | Argentino "B"                     | Eldorado           | 3° Puesto         | Fabián Basile      | Formosa             | Eldorado           |
| 6   | 2017 | Argentino "B"                     | Paso de Los Libres | Subcampeón (4)    | Luis Orellana      | Corrientes Interior | Rosario            |
| 7   | 2018 | Argentino "A"                     | Capital Federal    | 4° de Final       | Luis Orellana      | Mendoza             | Comodoro Rivadavia |
| 8   | 2019 | Argentino "A"                     | Cuenca Carbonífera | 1ª ronda (5)      | Gustavo Pellegrino | Mendoza             | Río Grande         |
|     | 2020 |                                   |                    | NO SE DISPUTÓ (6) |                    |                     |                    |
|     | 2021 |                                   |                    | NO SE DISPUTÓ (6) |                    |                     |                    |
| 9   | 2022 | Argentino "B"                     | Posadas            | 3° Puesto (7)     | Daniel Feldman     | Posadas             | Corrientes Capital |

(1) Se clasifica al Argentino "A" de Ciudades
(2) Suspensión por decisión de C.A.F.S.
(3) Desciende al Argentino "B" de Ciudades
(4) Asciende al Argentino "A" de Ciudades
(5) Desciende al Argentino "B" de Ciudades
(6) Suspensión por pandemia COVID - 19
(7) Asciende al Argentino "A" de Ciudades

## Selección Argentina
La Asociación Rosarina de Fútbol de Salón es una de las asociaciones afiliadas a la Confederación Argentina de Fútbol de Salón que más nutrió a la Selección de futsal de Argentina (AMF) en los distintos mundiales de la extinta FI.FU.SA. y de la Asociación Mundial de Futsal. En 12 mundiales disputados, A.RO.FU.SA. tuvo presencia en 11 de ellos. No hubo representantes únicamente en Colombia 2011.

### Mundiales
En cada mundial como fue la participación rosarina en cada uno de ellos.

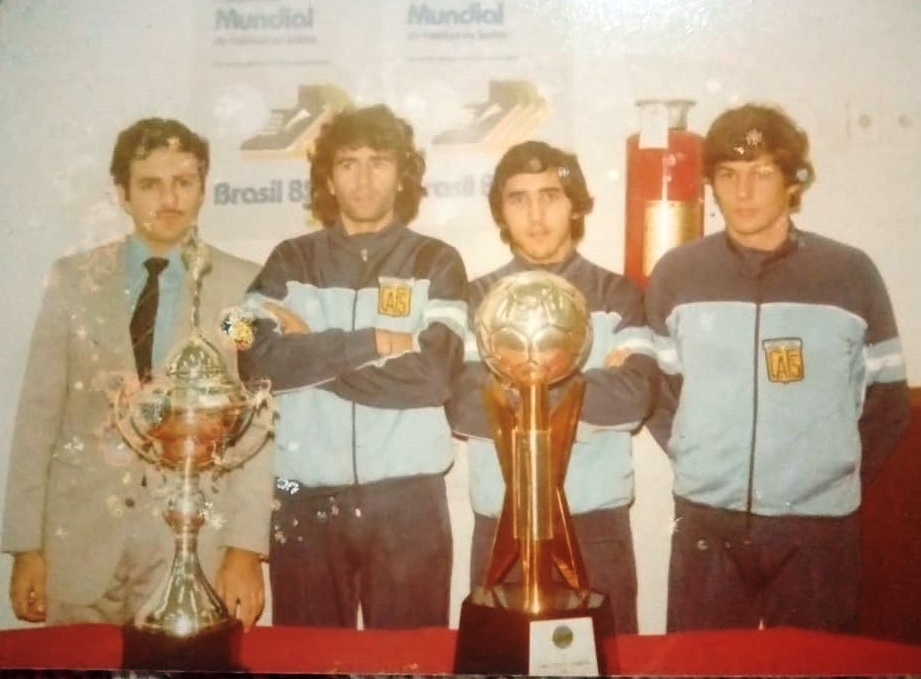
El dirigente Carlos Arpi, junto a los 3 jugadores rosarinos Edgardo Prieto, Rafael Armas y Guillermo Valiente, todos integrantes de la Selección Argentina en el 1° Mundial de Futsal en 1982 en Brasil. Los jugadores son.

| Año  | Sede        | Posición Final | Participantes                                                                    | Función                    | Institución                                            |
| ---- | ----------- | -------------- | -------------------------------------------------------------------------------- | -------------------------- | ------------------------------------------------------ |
| 1982 | Brasil      | 7° Puesto      | Rafael Armas Guillermo Valiente Edgardo Prieto Juan José Luis Carlos Arpi        | Jugador Jugador Dirigente  | Hermanos Maristas Hermanos Maristas U.N.R. A.RO.FU.SA. |
| 1985 | España      | 4° Puesto      | Guillermo Santa Clara Vicente De Luise Miguel Gonzalo                            | Jugador Jugador Dirigente  | U.N.R. Servando Bayo A.RO.FU.SA.                       |
| 1988 | Australia   | 7° Puesto      | Guillermo Santa Clara Mario Bitti                                                | Jugador Jugador            | U.N.R. Servando Bayo                                   |
| 1991 | Italia      | 5° Puesto      | Guillermo Santa Clara Mario Bitti Franco Sguassero Luis Del Ré                   | Jugador Jugador Entrenador | U.N.R. Servando Bayo Argentino Sirio                   |
| 1994 | Argentina   | Campeón        | Guillermo Santa Clara Mario Bitti Franco Sguassero Lionel Etcheverry Luis Del Ré | Jugador Jugador Entrenador | U.N.R. Servando Bayo Argentino Sirio Rosario Rowing    |
| 1997 | México      | 7° Puesto      | Mario Bitti Mario Abdo                                                           | Jugador Jugador            | Náutico Sportivo Avellaneda Provincial                 |
| 2000 | Bolivia     | 3° Puesto      | Pablo Bussano Daniel Feldman Elio Guelbort                                       | Jugador Jugador Dirigente  | U.N.R. Rosario Rowing A.RO.FU.SA.                      |
| 2003 | Paraguay    | 6° Puesto      | Pablo Bussano Sebastián Rico Leonardo Serrano                                    | Jugador Jugador            | U.N.R. Banco Nación Náutico Sportivo Avellaneda        |
| 2007 | Argentina   | 2° Puesto      | Pablo Bussano                                                                    | Jugador                    | U.N.R.                                                 |
| 2011 | Colombia    | 3° Puesto      | --                                                                               | --                         | --                                                     |
| 2015 | Bielorrusia | 3° Puesto      | Luciano D'Elia Carlos Haro                                                       | Entrenador Utilero         | Velocidad y Resistencia A.RO.FU.SA.                    |
| 2019 | Argentina   | Campeón        | Luciano D'Elia                                                                   | Entrenador                 | Velocidad y Resistencia                                |

### Rosarinos Campeones Mundiales
La Asociación Rosarina de Fútbol de Salón tienen 6 deportistas que lograron el título mundial con Selección de futsal de Argentina (AMF). Fueron 4 jugadores y 2 entrenadores.
| Apellido y Nombre     | Institución             | Mundial        |
| --------------------- | ----------------------- | -------------- |
| Guillermo Santa Clara | U.N.R.                  | Argentina 1994 |
| Franco Sguassero      | Servando Bayo           | Argentina 1994 |
| Lionel Etcheverry     | Argentino Sirio         | Argentina 1994 |
| Mario Bitti           | Servando Bayo           | Argentina 1994 |
| Luis del Re           | Rosario Rowing          | Argentina 1994 |
| Luciano D'Elia        | Velocidad y Resistencia | Argentina 2019 |

### Aporte de Clubes Rosarinos en Mundiales
| Posición | Institución                 | Mundiales | Jugadores | Entrenadores | Total |
| -------- | --------------------------- | --------- | --------- | ------------ | ----- |
| 1        | U.N.R.                      | 8         | 8         | 0            | 8     |
| 2        | Servando Bayo               | 4         | 6         | 0            | 6     |
| 3        | Argentino Sirio             | 2         | 1         | 1            | 2     |
| 4        | Náutico Sportivo Avellaneda | 2         | 2         | 0            | 2     |
| 5        | Rosario Rowing              | 2         | 1         | 1            | 2     |
| 6        | Velocidad y Resistencia     | 2         | 0         | 2            | 2     |
| 7        | Hermanos Maristas           | 1         | 2         | 0            | 2     |
| 8        | Banco Nación                | 1         | 1         | 0            | 1     |
| 9        | Provincial                  | 1         | 1         | 0            | 1     |

## Torneos de A.RO.FU.SA.

### Torneos oficiales

#### Primera Masculina
| Año  | Torneo            | Campeón                 | Subcampeón              |
| ---- | ----------------- | ----------------------- | ----------------------- |
| 1975 | Preparación       | U.N.R.                  | Newell's Old Boys       |
| 1976 | Aniversario       | Voluntad                | C.A.O.V.A.              |
| 1977 | 2.º aniversario   | Newell's Old Boys       | 9 de Julio              |
| 1978 | Preparación       | Newell's Old Boys       | Centro Armenio          |
| 1978 | Extra             | Tiro Suizo              | Social Zona Sud         |
| 1978 | 3.er aniversario  | Newell's Old Boys       | U.N.R.                  |
| 1979 | Preparación       | Newell´s Old Boys       | 9 de Julio              |
| 1979 | 4.º aniversario   | 9 de Julio              | Newell's Old Boys       |
| 1980 | Preparación       | Hermanos Maristas       | 9 de Julio              |
| 1980 | 5.º aniversario   | U.N.R.                  | Newell's Old Boys       |
| 1981 | Preparación       | U.N.R.                  | 9 de Julio              |
| 1981 | 6.º aniversario   | U.N.R.                  | Sarmiento               |
| 1982 | Preparación       | Sarmiento               | Newell's Old Boys       |
| 1982 | 7.º aniversario   | Luchador                | U.N.R.                  |
| 1983 | Preparación       | U.N.R.                  | Newell's Old Boys       |
| 1983 | 8.º aniversario   | U.N.R.                  | 9 de Julio              |
| 1984 | Preparación       | U.N.R.                  | Rosario Central         |
| 1984 | 9.º aniversario   | U.N.R.                  | Rosario Central         |
| 1985 | Preparación       | U.N.R.                  | Rosario Central         |
| 1985 | 10.º aniversario  | U.N.R.                  | Servando Bayo           |
| 1986 | Preparación       | U.N.R.                  | Rosario Central         |
| 1986 | 11.er aniversario | U.N.R.                  | A.C.J.                  |
| 1987 | Preparación       | U.N.R.                  | Servando Bayo           |
| 1987 | 12.º aniversario  | U.N.R.                  | Servando Bayo           |
| 1988 | Preparación       | U.N.R.                  | Servando Bayo           |
| 1988 | 13.er aniversario | U.N.R.                  | Servando Bayo           |
| 1989 | Preparación       | Rosario Rowing          | U.N.R.                  |
| 1989 | 14.º aniversario  | Servando Bayo           | U.N.R.                  |
| 1990 | Preparación       | U.N.R.                  | Servando Bayo           |
| 1990 | 15.º aniversario  | Servando Bayo           | U.N.R.                  |
| 1991 | Preparación       | Rosario Rowing          | Servando Bayo           |
| 1991 | 16.º aniversario  | Servando Bayo           | U.N.R.                  |
| 1992 | Preparación       | U.N.R.                  | Servando Bayo           |
| 1992 | 17.º aniversario  | Argentino Sirio         | U.N.R.                  |
| 1993 | Preparación       | Servando Bayo           | Regatas Rosario         |
| 1993 | 18.º aniversario  | Argentino Sirio         | Luchador                |
| 1994 | Preparación       | Servando Bayo           | U.N.R.                  |
| 1994 | 19.º aniversario  | U.N.R.                  | Regatas Rosario         |
| 1995 | Preparación       | Argentino Sirio         | Servando Bayo           |
| 1995 | 20.º aniversario  | Argentino Sirio         | Rosario Rowing          |
| 1996 | Preparación       | Argentino Sirio         | Provincial              |
| 1996 | 21.er aniversario | Náutico Sp. Avellaneda  | Rosario Rowing          |
| 1997 | Preparación       | Argentino Sirio         | Rosario Rowing          |
| 1997 | 22.º aniversario  | Argentino Sirio         | Náutico Sp. Avellaneda  |
| 1998 | Preparación       | Argentino Sirio         | Náutico Sp. Avellaneda  |
| 1998 | 23.er aniversario | Rosario Rowing          | Provincial              |
| 1999 | Preparación       | U.N.R.                  | Regatas Rosario         |
| 1999 | 24.º aniversario  | U.N.R.                  | Rosario Rowing          |
| 2000 | Preparación       | U.N.R.                  | Argentino Sirio         |
| 2000 | 25.º aniversario  | U.N.R.                  | Banco Nación            |
| 2001 | 26.º aniversario  | Provincial              | U.N.R.                  |
| 2002 | Preparación       | Rosario Rowing          | Provincial              |
| 2002 | 27.º aniversario  | Provincial              | Náutico Sp. Avellaneda  |
| 2003 | 28.º aniversario  | Rosario Rowing          | Provincial              |
| 2004 | Preparación       | U.N.R.                  | Náutico Sp. Avellaneda  |
| 2004 | 29.º aniversario  | U.N.R.                  | Echesortu Football Club |
| 2005 | Preparación       | Banco Nación            | Provincial              |
| 2005 | 30.º aniversario  | Provincial              | Echesortu Football Club |
| 2006 | Preparación       | U.N.R.                  | Rosario Rowing          |
| 2006 | 31.er aniversario | Regatas Rosario         | Rosario Rowing          |
| 2007 | Preparación       | U.N.R.                  | Provincial              |
| 2007 | 32.º aniversario  | Regatas Rosario         | Náutico Sp. Avellaneda  |
| 2008 | Preparación       | Nueva Aurora            | Náutico Sp. Avellaneda  |
| 2008 | 33.er aniversario | Social Zona Sud         | Velocidad y Resistencia |
| 2009 | Preparación       | Velocidad y Resistencia | Náutico Sp. Avellaneda  |
| 2009 | 34.º aniversario  | Velocidad y Resistencia | Parquefield             |
| 2010 | Preparación       | Náutico Sp. Avellaneda  | Velocidad y Resistencia |
| 2010 | 35.º aniversario  | Náutico Sp. Avellaneda  | Calamares               |
| 2011 | Preparación       | Náutico Sp. Avellaneda  | Banco Nación            |
| 2011 | 36.º aniversario  | Remeros Alberdi         | Náutico Sp. Avellaneda  |
| 2012 | Preparación       | Náutico Sp. Avellaneda  | Velocidad y Resistencia |
| 2012 | 37.º aniversario  | Náutico Sp. Avellaneda  | Calamares               |
| 2013 | Preparación       | Remeros Alberdi         | Calamares               |
| 2013 | 38.º aniversario  | Náutico Sp. Avellaneda  | Nueva Era               |
| 2014 | Preparación       | Remeros Alberdi         | Calamares               |
| 2014 | 39.º aniversario  | Náutico Sp. Avellaneda  | Banco Nación            |
| 2015 | Preparación       | U.N.R.                  | Velocidad y Resistencia |
| 2015 | 40.º aniversario  | 15 de Diciembre         | Luchador                |
| 2016 | Preparación       | U.N.R.                  | Banco Nación            |
| 2016 | 41.er aniversario | Francisco de Godoy      | U.N.R.                  |
| 2017 | Preparación       | U.N.R.                  | Newell's Old Boys       |
| 2017 | 42.º aniversario  | U.N.R.                  | Francisco de Godoy      |
| 2018 | Preparación       | Nueva Era               | Newell's Old Boys       |
| 2018 | 43.er aniversario | Rosario Central         | Social Zona Sud         |
| 2019 | Preparación       | U.N.R.                  | Newell's Old Boys       |
| 2019 | 44.º aniversario  | U.N.R.                  | Nueva Era               |
| 2020 | 45.º aniversario  | Sp. Alberdi "C"         | Sp. Alberdi "A"         |
| 2021 | Preparación       | Velocidad y Resistencia | Newell's Old Boys       |
| 2021 | 46.º aniversario  | Velocidad y Resistencia | Nueva Era "A"           |
| 2022 | Preparación       | Velocidad y Resistencia | Nueva Era "A"           |
| 2022 | 47.º aniversario  | Nueva Era "A"           | Banco Santa Fe "A"      |
| 2023 | Preparación       | Velocidad y Resistencia | Banco Santa Fe "A"      |
| 2023 | Preparación       | Banco Santa Fe "A"      | Provincial              |

#### Primera Femenina
| Año  | Torneo            | Campeón                 | Subcampeón              |
| ---- | ----------------- | ----------------------- | ----------------------- |
| 2009 | Preparación       | Álvarez                 | Central Córdoba         |
| 2009 | 34.º aniversario  | Las Pitt                | Álvarez                 |
| 2010 | Preparación       | Álvarez                 | Monstruitas             |
| 2010 | 35.º aniversario  | Velocidad y Resistencia | Las Pitt                |
| 2011 | Preparación       | Newell's Old Boys       | Provincial              |
| 2011 | 36.º aniversario  | Las Pitt                | Newell's Old Boys       |
| 2012 | Preparación       | Politécnico             | Nueva Aurora            |
| 2012 | 37.º aniversario  | Nueva Aurora            | Italiano                |
| 2013 | Preparación       | Politécnico             | Newell's Old Boys       |
| 2013 | 38.º aniversario  | Newell's Old Boys       | Politécnico             |
| 2014 | Preparación       | Ateneo S. Corazón       | Suderland               |
| 2014 | 39.º aniversario  | Suderland               | Ateneo S. Corazón       |
| 2015 | Preparación       | Newell's Old Boys       | Horizonte               |
| 2015 | 40.º aniversario  | Newell's Old Boys       | Suderland               |
| 2016 | Preparación       | Sociedad Libanesa       | Suderland               |
| 2016 | 41.er aniversario | Horizonte               | Newell's Old Boys       |
| 2017 | Preparación       | Rosario Central         | Newell's Old Boys       |
| 2017 | 42.º aniversario  | Rosario Central         | Newell's Old Boys       |
| 2018 | Preparación       | Rosario Central         | Francisco de Godoy      |
| 2018 | 43.er aniversario | Rosario Central         | Newell's Old Boys       |
| 2019 | Preparación       | U.N.R.                  | Newell's Old Boys       |
| 2019 | 44.º aniversario  | U.N.R.                  | Newell's Old Boys       |
| 2020 | 45.º aniversario  | U.N.R.                  | Newell's Old Boys       |
| 2021 | Preparación       | U.N.R.                  | Banco Santa Fe          |
| 2021 | 46.º aniversario  | Banco Santa Fe          | Newell's Old Boys       |
| 2022 | Preparación       | Rosario Central         | Sportivo Alberdi        |
| 2022 | 47.º aniversario  | Banco Santa Fe "B"      | Velocidad y Resistencia |
| 2023 | 48.º aniversario  | Sportivo Alberdi        | Rosario Central         |

### Copas

#### Primera Masculina
| Año  | Torneo           | Campeón                 | Subcampeón              |
| ---- | ---------------- | ----------------------- | ----------------------- |
| 2013 | Copa A.RO.FU.SA. | Velocidad y Resistencia | Francisco de Godoy      |
| 2014 | Copa A.RO.FU.SA. | Provincial              | Nueva Era               |
| 2015 | Copa A.RO.FU.SA. | Velocidad y Resistencia | Nueva Era               |
| 2016 | Copa A.RO.FU.SA. | Newell's Old Boys       | Social Zona Sud         |
| 2017 | Copa A.RO.FU.SA. | Social Zona Sud         | Francisco de Godoy      |
| 2018 | Copa A.RO.FU.SA. | U.N.R.                  | Newell's Old Boys       |
| 2019 | Copa A.RO.FU.SA. | Nueva Era               | Newell's Old Boys       |
| 2020 | Copa A.RO.FU.SA. | Social Zona Sud         | Velocidad y Resistencia |
| 2021 | Copa A.RO.FU.SA. | Nueva Era "A"           | U.N.R. "A"              |
| 2022 | Copa A.RO.FU.SA. | Nueva Era "A"           | Social Zona Sud "A"     |
| 2023 | Copa A.RO.FU.SA. | Newell´s Old Boys "A"   | Banco Santa Fe "A"      |

| Año       | Torneo            | Campeón                     | Subcampeón          |
| --------- | ----------------- | --------------------------- | ------------------- |
| 2016      | Copa de Campeones | Newell's Old Boys           | Francisco de Godoy  |
| 2017      | Copa de Campeones | Newell's Old Boys           | U.N.R.              |
| 2018      | Copa de Campeones | U.N.R.                      | Newell's Old Boys   |
| 2019      | Copa de Campeones | U.N.R.                      | Nueva Era "A"       |
| 2020-2021 | Copa de Campeones | Nueva Era "A"               | Social Zona Sud "A" |
| 2022      | Copa de Campeones | Velocidad y Resistencia "A" | Nueva Era "A"       |

* Por la pandemia de COVID-19 se disputó la Copa de Campeones 2020 - 2021 (ambos años en una edición)

#### Primera Femenina
| Año  | Torneo           | Campeón            | Subcampeón         |
| ---- | ---------------- | ------------------ | ------------------ |
| 2019 | Copa A.RO.FU.SA. | U.N.R.             | Social Zona Sud    |
| 2020 | Copa A.RO.FU.SA. | Newell's Old Boys  | Sportivo Alberdi   |
| 2021 | Copa A.RO.FU.SA. | Banco Santa Fe     | Sportivo Alberdi   |
| 2022 | Copa A.RO.FU.SA. | Atlantic Sportsmen | Sarmiento (V)      |
| 2023 | Copa A.RO.FU.SA. | Sportivo Alberdi   | Atlantic Sportsmen |

| Año       | Torneo            | Campeón            | Subcampeón         |
| --------- | ----------------- | ------------------ | ------------------ |
| 2016      | Copa de Campeonas | Sociedad Libanesa  | Horizonte          |
| 2017      | Copa de Campeonas | Rosario Central    | No hubo *          |
| 2018      | Copa de Campeonas | Rosario Central    | No hubo *          |
| 2019      | Copa de Campeonas | U.N.R.             | Rosario Central    |
| 2020-2021 | Copa de Campeones | Banco Santa Fe     | Newell's Old Boys  |
| 2022      | Copa de Campeones | Atlantic Sportsmen | Banco Santa Fe "B" |
| 2023      | Copa de Campeones | Sportivo Alberdi   | No hubo *          |

* En 2017 y 2018 Rosario Central fue bicampeón del Torneo Preparación y Aniversario (por lo que no hubo Subcampeón de Copa de Campeonas)
* Por la pandemia de COVID-19 se disputó la Copa de Campeonas 2020 - 2021 (ambos años en una edición)

## Títulos

### Primera Masculina
| Posición | Institución                                                                         | Campeón | Subcampeón |
| -------- | ----------------------------------------------------------------------------------- | ------- | ---------- |
| 1        | U.N.R.                                                                              | 36      | 14         |
| 2        | Velocidad y Resistencia                                                             | 9       | 5          |
| 3        | Newell's Old Boys                                                                   | 8       | 12         |
| 4        | Náutico Sportivo Avellaneda                                                         | 8       | 8          |
| 5        | Argentino Sirio                                                                     | 8       | 1          |
| 6        | Nueva Era                                                                           | 6       | 8          |
| 7        | Servando Bayo                                                                       | 5       | 9          |
| 8        | Rosario Rowing                                                                      | 4       | 6          |
| 9        | Provincial                                                                          | 4       | 4          |
| 10       | Social Zona Sud                                                                     | 3       | 5          |
| 11       | Regatas Rosario                                                                     | 3       | 3          |
| 12       | Remeros Alberdi                                                                     | 3       | 0          |
| 13       | 9 de Julio                                                                          | 1       | 5          |
| 14       | Banco Nación Francisco de Godoy Rosario Central                                     | 1       | 4          |
| 17       | Luchador                                                                            | 1       | 2          |
| 18       | Sarmiento Sportivo Alberdi                                                          | 1       | 1          |
| 20       | 15 de Diciembre Hermanos Maristas Nueva Aurora Tiro Suizo Voluntad                  | 1       | 1          |
| 25       | Calamares                                                                           | 0       | 4          |
| 26       | Banco Santa Fe                                                                      | 0       | 3          |
| 27       | Echesortu                                                                           | 0       | 2          |
| 28       | Asociación Cristiana de Jóvenes C.A.O.V.A. Centro Armenio Residentes de Parquefield | 0       | 1          |

### Primera Femenina
| Posición | Institución                                                                                      | Campeón | Subcampeón |
| -------- | ------------------------------------------------------------------------------------------------ | ------- | ---------- |
| 1        | Rosario Central                                                                                  | 7       | 2          |
| 2        | U.N.R.                                                                                           | 6       | 0          |
| 3        | Newell's Old Boys                                                                                | 5       | 11         |
| 4        | Banco Santa Fe                                                                                   | 4       | 2          |
| 5        | Álvarez Instituto Politécnico Superior Las Pitt                                                  | 2       | 1          |
| 8        | Sociedad Libanesa Atlantic Sportsmen                                                             | 2       | 0          |
| 10       | Sportivo Alberdi Suderland                                                                       | 1       | 3          |
| 12       | Horizonte                                                                                        | 1       | 2          |
| 13       | Ateneo S. Corazón Nueva Aurora Velocidad y Resistencia                                           | 1       | 1          |
| 16       | Central Córdoba Francisco de Godoy Italiano Monstruitas Provincial Sarmiento (V) Social Zona Sud | 0       | 1          |

## Torneos Nacionales
Los torneos nacionales que disputan las instituciones afiliadas a A.RO.FU.SA. son los organizados por Confederación Argentina de Fútbol de Salón, los mismos se disputan desde el año 1980 en forma ininterrumpida.

### Campeones Nacionales - Clubes de A.RO.FU.SA.
Los clubes rosarinos que han logrado títulos en Torneos Nacionales organizados por la Confederación Argentina de Fútbol de Salón.
| Año  | Torneo                     | Categoría   | Provincia    | Ciudad             | Campeón                 | Finalista                    |
| ---- | -------------------------- | ----------- | ------------ | ------------------ | ----------------------- | ---------------------------- |
| 1983 | Argentino de Clubes        | Primera     | Misiones     | Montecarlo         | U.N.R.                  | All Star (Formosa)           |
| 1986 | Argentino de Clubes        | Primera     | Chubut       | Comodoro Rivadavia | U.N.R.                  | Jockey Club (Mendoza)        |
| 1988 | Argentino de Clubes        | Primera     | Santa Cruz   | Caleta Olivia      | U.N.R.                  | Mendoza de Regatas (Mendoza) |
| 1989 | Argentino de Clubes        | Primera     | San Juan     | Caucete            | U.N.R.                  | Pájaro Jrs (Misiones)        |
| 1991 | Argentino de Clubes        | Primera     | Formosa      | Formosa            | U.N.R.                  | San Martín (Río Grande)      |
| 1992 | Argentino de Clubes        | Primera     | Santa Cruz   | Caleta Olivia      | U.N.R.                  | Tolhuin (Tierra del Fuego)   |
| 2000 | Argentino de Clubes        | Primera     | Misiones     | Posadas            | U.N.R.                  | Forestal (Misiones)          |
| 2001 | Nacional de Clubes         | Veteranos   | Misiones     | Posadas            | Náutico Sp. Avellaneda  | Crucero del Norte (Misiones) |
| 2003 | Nacional de Clubes         | Menor       | Córdoba      | Villa Carlos Paz   | Nueva Aurora            | Juvencia (Buenos Aires)      |
| 2004 | Nacional "B" Copa de Plata | Primera     | Misiones     | Jardín de América  | Echesortu Football Club | San Cristóbal (Corrientes)   |
| 2011 | Nacional de Clubes         | Juvenil     | Entre Ríos   | Gualeguaychú       | Náutico Sp. Avellaneda  | Cementista (Mendoza)         |
| 2012 | Nacional de Clubes         | Juvenil     | Santa Fe     | Rosario            | Náutico Sp. Avellaneda  | Stentor (Buenos Aires)       |
| 2015 | Nacional de Clubes         | Veteranos   | Santa Cruz   | Las Heras          | Carriego                | Unión Portuaria (Santa Cruz) |
| 2018 | Nacional "B" Copa de Plata | Primera     | Santa Fe     | Rosario            | Nueva Era Club          | U.N.R.                       |
| 2022 | Nacional de Clubes         | Seniors "B" | Buenos Aires | Santa Clara        | Carriego                |                              |

### Participaciones nacionales
| N.º | Institución | Participaciones | Mejor Resultado                                                                                | Torneo | Lugar |
| --- | --- | --------------- | ---------------------------------------------------------------------------------------------- | --- | --- |
| 1   | Velocidad y Resistencia | 44              | Subcampeón                                                                                     | C17 | Posadas (2023) |
| 2   | Náutico Sp. Avellaneda | 34              | Campeón (3)                                                                                    | Veteranos - Juvenil (2) | Posadas (2001) - Gualeguachú (2011) - Rosario (2012) |
| 3   | U.N.R. | 21              | Campeón (7)                                                                                    | Argentino de Clubes | Capital Federal (1983) - Comodoro (1986) Caleta Olivia (1988) - Caucete (1989) - Formosa (1991) Caleta Olivia (1992) - Posadas (2000)                                                |
| 4   | Banco Nación | 11              | Subcampeón                                                                                     | Nacional "A" | Puerto Piray (2006) |
| 5   | Nueva Aurora Provincial | 10              | Campeón 4° Puesto                                                                              | Menor División de Honor | Villa Carlos Paz (2003) Corrientes 2001 |
| 7   | Newell's Old Boys Regatas Rosario Rosario Central Rosario Rowing                                                                        | 8               | Subcampeón 3° Puesto (2) 8° de final Subcampeón                                                | Argentino de Clubes Nacional "A" - Juvenil Nacional "B" División de Honor                                                            | Corrientes (1980) Mar del Plata (2002) - Mendoza (1997) Sáenz Peña (2017) Mendoza (2004)                                                                                             |
| 11  | Central Córdoba Libertad Nueva Era Carriego Social Zona Sud Unión Central                                                               | 6               | 5° Puesto 3° Puesto Campeón 8° de final (2) 7° Puesto (2)                                      | Femenino Menor Nacional "B" Veteranos Nacional "B" Nacional "B" - Menor                                                              | Pico Truncado (2010) Chapadmalal (2012) Rosario (2018) Las Heras (2015) Gualeguaychú (2015) - Mercedes (2016) Rosario (2011) - Rosario (2010)                                        |
| 17  | Cuba Libre | 5               | 1ª ronda                                                                                       | Cadete / C17 (2) - Juvenil (3) | Posadas (2017) - Mendoza (2019) Pto. Esperanza (2015 - San Miguel (2016) - Wanda (2017)                                                                                              |
| 18  | Argentino Sirio Echesortu Football Club                                                                                                 | 4               | Subcampeón Campeón                                                                             | Argentino de Clubes Nacional "B" | Ushuaia (1999) Misiones (2004) |
| 20  | A.C.J. Francisco de Godoy Parquefield Politécnico Servando Bayo                                                                         | 3               | 3° Puesto 8° de Final 6° Puesto 10° Puesto Subcampeón                                          | División de Honor Nacional "B" Menor Femenino Argentino de Clubes                                                                    | Rosario (1987) Resistencia (2014) Rosario (2010) Rosario (2009) Río Grande (1994) |
| 25  | Calamares Federal Italiano Sociedad Libanesa                                                                                            | 2               | 4° Puesto 8° de Final 4° de Final                                                              | Nacional "B" Menor Infantil Femenino                                                                                                 | Rosario (2011) Rosario (2011) Río Gallegos (2013) |
| 29  | Álvarez Edison Hermanos Maristas Ibarlucea Las Pitt Luchador María Madre de la Lata Remeros Alberdi Sarmiento Tiro Suizo Unión Sionista | 1               | 8° Puesto 1ª ronda Subcampeón 1ª ronda 12° Puesto 8° de Final 4° de Final 8° de Final 1ª ronda | Femenino Nacional "B" Argentino de Clubes Nacional "B" Femenino Nacional "A" Menor Infantil Argentino de Clubes Nacional "B" Juvenil | Rosario (2009) Rosario (2011) Corrientes (1981) Formosa (2008) Rosario (2009) Corrientes 2016) Río Grande (2018) Rosario (2011) Capital Federal (1983) Rosario (2011) Rosario (2001) |

### Torneos Nacionales en Rosario
Son los torneos realizados en la ciudad de Rosario en donde la organización fue desarrollada por Asociación Rosarina de Fútbol de Salón con la fiscalización de la Confederación Argentina de Fútbol de Salón.
| N.º | Año  | Torneo Nacional         | Categoría    | Clubes | Estadios de Juego                                                | Campeón                       | Subcampeón                          |
| --- | ---- | ----------------------- | ------------ | ------ | ---------------------------------------------------------------- | ----------------------------- | ----------------------------------- |
| 1   | 1987 | Argentino de Clubes     | Primera      | 8      | U.N.R.                                                           | Andes Talleres (Mendoza)      | U.N.R. (Rosario)                    |
| 2   | 2001 | Nacional de Clubes      | Juvenil      | 21     | U.N.R. - Banco Nación Provincial - U.S.A.R.                      | Echesortu (Rosario)           | Náutico (Rosario)                   |
| 3   | 2003 | División de Honor       | Primera      | 11     | U.N.R. - Provincial Banco Nación                                 | Mza de Regatas (Mendoza)      | Casa Magallanes (Ushuaia)           |
| 4   | 2009 | Nacional de Clubes      | Femenino     | 12     | U.N.R. - Velocidad y Resistencia Rosario Central                 | Jorge G. Brown (Posadas)      | U.N.C. (Córdoba)                    |
| 5   | 2010 | Nacional de Clubes      | Pre Infantil | 7      | Náutico Sportivo Avellaneda                                      | Casa Magallanes (Ushuaia)     | Náutico (Rosario)                   |
| 6   | 2010 | Nacional de Clubes      | Infantil     | 10     | Náutico Sportivo Avellaneda                                      | Círculo Policial (Mendoza)    | Sp. Metalúrgico (Río Grande)        |
| 7   | 2010 | Nacional de Clubes      | Menor        | 10     | Náutico Sportivo Avellaneda                                      | Comercio (Ushuaia)            | Sportivo (Río Grande)               |
| 8   | 2011 | Nacional "B" Zona Norte | Primera      | 24     | Náutico - Vel. y Resistencia Tiro Suizo - Newell's - Bco. Nación | La Cumbre (Mar del Plata)     | Estrella Federal "B" (Buenos Aires) |
| 9   | 2011 | Nacional de Clubes      | Pre Infantil | 12     | Náutico Sportivo Avellaneda Velocidad y Resistencia              | Asociación Mutual (Ushuaia)   | Villa Pearson "B" (Buenos Aires)    |
| 10  | 2011 | Nacional de Clubes      | Infantil     | 20     | Náutico Sportivo Avellaneda Velocidad y Resistencia              | Villa Pearson (Buenos Aires)  | Sp. Metalúrgico (Río Grande)        |
| 11  | 2011 | Nacional de Clubes      | Menor        | 20     | Náutico Sportivo Avellaneda Velocidad y Resistencia              | Social Lynch (Buenos Aires)   | Comercio (Ushuaia)                  |
| 12  | 2012 | Nacional de Clubes      | Juvenil      | 20     | Náutico - Vel. y Resistencia Provincial - Newell's Old Boys      | Náutico (Rosario)             | Stentor (Buenos Aires)              |
| 13  | 2018 | Nacional "B" Zona Norte | Primera      | 48     | U.N.R. - Newell's - Provincial F. de Godoy - Vel. y Resistencia  | Nueva Era (Rosario)           | U.N.R. (Rosario)                    |
| 14  | 2019 | División de Honor       | Primera      | 36     | Banco Nación - Provincial Newell's Old Boys                      | Flamengo (Comodoro Rivadavia) | Don Orione (Mendoza)                |

## Torneos internacionales

### Sudamericanos de Clubes
Son los organizados por la Confederación Sudamericana de Futsal (C.S.F.S.). Tuvieron 2 etapas de 1970 a 1999 fueron organizados junto a la C.S.F.S. por la disuelta Federación Internacional de Fútbol de Salón (FI.FU.SA.). En tanto que en la segunda etapa desde el año 2013 en adelante son organizados por esta Confederación Sudamericana junto a la Asociación Mundial de Futsal (A.M.F.)
La Asociación Rosarina de Fútbol de Salón tuvo participación en 5 torneos Sudamericano de Clubes, siempre representado por Universidad Nacional de Rosario.
| Año  | Torneo                 | Lugar               | Participante | Posición  | Campeón                   |
| ---- | ---------------------- | ------------------- | ------------ | --------- | ------------------------- |
| 1987 | Sudamericano de Clubes | Florida (Uruguay)   | U.N.R.       | 4° Puesto | Perdigao (Brasil)         |
| 1989 | Sudamericano de Clubes | Rosario (Argentina) | U.N.R.       | 4° Puesto | Perdigao (Brasil)         |
| 1990 | Sudamericano de Clubes | Videira (Brasil)    | U.N.R.       | 4° Puesto | Perdigao (Brasil)         |
| 1992 | Sudamericano de Clubes | San Pablo (Brasil)  | U.N.R.       | 4° Puesto | Sport Colonial (Paraguay) |
| 1993 | Sudamericano de Clubes | Colonia (Uruguay)   | U.N.R.       | 3° Puesto | Sport Colonial (Paraguay) |

### Panamericanos de Clubes
Fueron los torneos organizados por la Confederación Panamericana de Futsal (PANAFUTSAL), que se disputaron del año 2000 al 2012. En los primeros torneos fueron organizados únicamente por la PANAFUTSAL, para luego ser organizados baja el control de Asociación Mundial de Futsal (A.M.F.). 
La Asociación Rosarina de Fútbol de Salón, participó en 4 torneos Panamericanos de Clubes. Siempre participó representando a nuestra ciudad Universidad Nacional de Rosario. 
| Año  | Torneo                            | Lugar               | Participante | Posición  | Campeón                        |
| ---- | --------------------------------- | ------------------- | ------------ | --------- | ------------------------------ |
| 2001 | Panamericano de Clubes            | Asunción (Paraguay) | U.N.R.       | 4° Puesto | Rubio Ñu (Paraguay)            |
| 2004 | Panamericano de Clubes (Zona Sur) | Junín (Mendoza)     | U.N.R.       | Campeón   | U.N.R. (Argentina)             |
| 2005 | Panamericano de Clubes            | Lima (Perú)         | U.N.R.       | 3° Puesto | Deportcentro Casuarinas (Perú) |
| 2006 | Panamericano de Clubes            | Rosario (Argentina) | U.N.R.       | 1ª ronda  | CRE (Bolivia)                  |

### Mundial de Clubes
Fueron los torneos organizados por la Asociación Mundial de Futsal (A.M.F.) 
La Asociación Rosarina de Fútbol de Salón, participó en 4 torneos Panamericanos de Clubes. Siempre participó representando a nuestra ciudad Universidad Nacional de Rosario. 
| Año  | Torneo            | Lugar                      | Participante | Posición  | Campeón              |
| ---- | ----------------- | -------------------------- | ------------ | --------- | -------------------- |
| 2005 | Mundial de Clubes | Mirnyj - Nerjungri (Rusia) | U.N.R.       | 3° Puesto | Almaz Alrosa (Rusia) |

### Giras y torneos internacionales
Los clubes afiliados a la Asociación Rosarina de Fútbol de Salón han participado de distintos torneos internacionales.
| Año  | Torneo                                                       | Lugar                      | Participante                                | Posición   | Campeón                                 |
| ---- | ------------------------------------------------------------ | -------------------------- | ------------------------------------------- | ---------- | --------------------------------------- |
| 1975 | Torneo Internacional                                         | Asunción (Paraguay)        | Newell's Old Boys                           | Subcampeón | Olimpia (Paraguay)                      |
| 1976 | Torneo Internacional                                         | Rosario (Argentina)        | Newell's Old Boys                           | Subcampeón |                                         |
| 1977 | Torneo Internacional                                         | Montevideo (Uruguay)       | Newell's Old Boys                           | 4° Puesto  | Banco República (Uruguay)               |
| 1977 | Torneo Internacional                                         | Montevideo (Uruguay)       | Newell's Old Boys                           | 3° Puesto  | Bohemios (Uruguay)                      |
| 1977 | Torneo Aniversario "Ciudad de Paysandú"                      | Paysandú (Uruguay)         | Newell's Old Boys                           | Campeón    | Newell's Old Boys (Argentina)           |
| 1977 | Campeonato Internacional                                     | Rosario (Argentina)        | Newell's Old Boys                           | Subcampeón | Internacional (Brasil)                  |
| 1978 | Torneo Internacional                                         | Rosario (Argentina)        | Newell's Old Boys                           | 4° Puesto  |                                         |
| 1980 | Torneo Internacional                                         | Mendoza (Argentina)        | Newell's Old Boys                           | Subcampeón | Mendoza de Regatas (Argentina)          |
| 1981 | I Taça Continental                                           | San Pablo (Brasil)         | Newell's Old Boys Rosario Central           | 1ª ronda   | Palmeiras (Brasil)                      |
| 2007 | Torneo Internacional (Cat. Juvenil)                          | Rosario (Argentina)        | Náutico Sportivo Avellaneda Argentino Sirio | Campeón    | Náutico Sportivo Avellaneda (Argentina) |
| 2009 | Super 6 Internacional                                        | Posadas (Argentina)        | Velocidad y Resistencia                     | 6° Puesto  | Plastimí (Argentina)                    |
| 2012 | 3° Futsal International Club Challenger                      | Cairns (Australia)         | Velocidad y Resistencia                     | 8° Puesto  | Fremantle Muita Calma (Australia)       |
| 2016 | International Tournament "Vila de Tiana"                     | Tiana (España)             | Velocidad y Resistencia                     | Campeón    | Velocidad y Resistencia (Argentina)     |
| 2016 | Cuadrangular Internacional                                   | Vitoria (España)           | Velocidad y Resistencia                     | Subcampeón | Futsal Chigre (España)                  |
| 2016 | European Futsal                                              | Renault (Francia)          | Velocidad y Resistencia                     | Campeón    | Velocidad y Resistencia (Argentina)     |
| 2020 | Copa "Abitab"                                                | Canelones (Uruguay)        | Rosario Central                             | Campeón    | Rosario Central (Argentina)             |
| 2020 | Copa "Juan Carlos Ceriani"                                   | Canelones (Uruguay)        | Rosario Central                             | 1ª ronda   | Atlanta Juniors (Uruguay)               |
| 2022 | Copa "Centenario Internacional de Clubes de Fútbol de Salón" | Barrancabermeja (Colombia) | Velocidad y Resistencia                     | 1ª ronda   | Barrancabermeja (Colombia)              |

#### Instituciones ganadoras de títulos internacionales
| Institución                 | Categoría | Títulos Internacionales |
| --------------------------- | --------- | ----------------------- |
| Velocidad y Resistencia     | Mayor     | 2 (2016 - 2016)         |
| Náutico Sportivo Avellaneda | Juvenil   | 1 (2007)                |
| Newell's Old Boys           | Mayor     | 1 (1977)                |
| Rosario Central             | Mayor     | 1 (2020)                |

## Premiaciones

### Foro Deportivo
Es una premiación que realiza el [Foro Deportivo Rosario] junto Asociación Rosarina de Entidades Deportivas Amateur (A.R.E.D.A.) y a las autoridades de la Secretaría de Deporte y Turismo de la Municipalidad de Rosario
donde se premia a los deportistas destacados de cada federación deportiva de la ciudad.
| Año  | Nombre y Apellido                                 | Rama               | Institución                                         |
| ---- | ------------------------------------------------- | ------------------ | --------------------------------------------------- |
| 2000 | Pablo Bussano                                     | Masculino          | U.N.R.                                              |
| 2001 | Daniel Feldman                                    | Masculino          | Rowing Rosario                                      |
| 2002 | Ramiro Colabianchi                                | Masculino          | Regatas Rosario                                     |
| 2003 | Franco Ciliberti                                  | Masculino          | Rosario Rowing                                      |
| 2004 | Jorge Pfifter                                     | Masculino          | U.N.R.                                              |
| 2005 |                                                   |                    |                                                     |
| 2006 |                                                   |                    |                                                     |
| 2007 |                                                   |                    |                                                     |
| 2008 | Santiago Matich Nadia Silva                       | Masculino Femenino | Velocidad y Resistencia Central Córdoba             |
| 2009 | Santiago Rullo Yanina Pérez                       | Masculino Femenino | Náutico Sportivo Avellaneda Velocidad y Resistencia |
| 2010 | Leandro Maurino María Eugenia Ramírez             | Masculino Femenino | Náutico Sportivo Avellaneda Álvarez                 |
| 2011 | Leonardo Serrano Evangelina Lopérgolo             | Masculino Femenino | Calamares Las Pitt                                  |
| 2012 |                                                   |                    |                                                     |
| 2013 | Ramiro Noste Belén Fiorino                        | Masculino Femenino | Calamares Carriego                                  |
| 2014 | Gustavo Mena Gustavo Dellepiane Bautista Carrasco | Masculino          |                                                     |
| 2015 |                                                   |                    |                                                     |
| 2016 | Luciano D'Elia Lorena Pontelli                    | Masculino Femenino | Velocidad y Resistencia Francisco de Godoy          |
| 2017 |                                                   |                    |                                                     |
| 2018 | Franco Luciani                                    | Masculino          | Nueva Era                                           |
| 2019 | Manuel Tejo Julieta Espinosa                      | Masculino Femenino | Velocidad y Resistencia U.N.R.                      |
| 2022 | Mateo Mucci Mariana Semino                        | Masculino Femenino | Nueva Era Atlantic Sportsmen                        |

### Premios A.RO.FU.SA.
Desde el año 2017 la Asociación Rosarina de Fútbol de Salón creó oficialmente la entrega de los "Premios A.RO.FU.SA." donde se agasaja a sus deportistas e instituciones destacadas durante el año. Además se premia la trayectoria deportiva o aniversarios de eventos históricos para el deporte.

#### 1° Edición - Año 2017
| N.º | Premio                  | Categoría                                                            | Deportista                                                                                      | Institución                                                           |
| --- | ----------------------- | -------------------------------------------------------------------- | ----------------------------------------------------------------------------------------------- | --------------------------------------------------------------------- |
| 1   | Mejor Jugador           | Primera Federada Primera Afiliada Inferiores Mayores de 30           | Jesús González Agustín Casas Fabricio Foresto Carlos Baladí                                     | Newell's Old Boys Tucumán Social Zona Sud Unión Roque Sáenz Peña      |
| 2   | Mejor Entrenador        | Primera Federada Primera Afiliada Inferiores                         | Germán Lerín Emanuel Blanco Nahuel Seisas                                                       | U.N.R. Edison Social Zona Sud                                         |
| 3   | Mejor Arbitro           | Todas las Categorías                                                 | Nahuel Díaz                                                                                     | Colegio Arbitral S.A.D.R.A.                                           |
| 4   | Goleador                | Primera Federada Primera Afiliada Mayores de 30 Juvenil Cadete Menor | Matías Barzotti Francisco Lencina Gustavo Mena Julián Velázquez Nicolás Avellaneda Nahuel Acuña | Francisco de Godoy Edison Carriego Social Zona Sud Carriego           |
| 5   | Equipo Más Ganador      | Juvenil                                                              | Pentacampeón                                                                                    | Velocidad y Resistencia                                               |
| 6   | Club Más Ganador        | Todas las Categorías                                                 | 7 títulos                                                                                       | Social Zona Sud Velocidad y Resistencia                               |
| 7   | Entrenador más Ganador  | Todas las Categorías                                                 | Luciano D'Elia (6)                                                                              | Velocidad y Resistencia                                               |
| 8   | Entrenador de Selección | Primera                                                              | Luis Orellana                                                                                   | Ascenso a Argentino "A"                                               |
| 9   | Premio a la Trayectoria | Dirigente Árbitro Entrenador Empleado                                | Miguel Gonzalo Néstor Altube Fabián Basile Carlos Haro                                          | A.RO.FU.SA. Colegio Arbitral S.A.D.R.A. Banco de Santa Fe A.RO.FU.SA. |

#### 2° Edición - Año 2018
| N.º | Premio                  | Categoría                              | Deportista                                                                | Institución                                                   |
| --- | ----------------------- | -------------------------------------- | ------------------------------------------------------------------------- | ------------------------------------------------------------- |
| 1   | Mejor Jugador           | Primera Inferiores Veteranos           | Franco Luciani Fabricio Foresto Rodrigo Huguenet                          | Nueva Era Social Zona Sud Nueva Era                           |
| 2   | Mejor Entrenador        | Primera Inferiores                     | Franco Filippini Gustavo Pellegrino                                       | Nueva Era Atlantic Sportsmen                                  |
| 3   | Mejor Arbitro           | Todas las Categorías                   | Sebastián Roldán                                                          | Colegio Arbitral S.A.D.R.A.                                   |
| 4   | Goleador                | Primera Veteranos Juvenil Cadete Menor | Luciano Herrera Carlos Baladí Fabrizio Foresto Ignacio Morales Juan Cajal | Reflejos Sáenz Peña Social Zona Sud Cuba Libre Banco Santa Fe |
| 5   | Mejor Arquero           | Primera Veteranos Juvenil Cadete Menor | Otto Krause Pablo Trifilio Lautaro Medina Guido Caballiol Facundo Aranda  | U.N.R. Nueva Era Social Zona Sud Newell's Old Boys            |
| 6   | Club Más Ganador        | Todas las Categorías                   | 7 títulos                                                                 | Nueva Era                                                     |
| 7   | Premio a la Trayectoria | Colaborador                            | Sebastián Lorenzo                                                         | Banco Santa Fe                                                |

#### 3° Edición - Año 2019
| N.º | Premio                         | Categoría                                      | Rama      | Deportista | Institución                                               |
| --- | ------------------------------ | ---------------------------------------------- | --------- | --- | --------------------------------------------------------- |
| 1   | Mejor Jugadora                 | Primera Inferiores                             | Femenina  | Florencia Fuster Pia Pauluzzi                                                                                           | U.N.R. Rosario Central                                    |
| 2   | Mejor Jugador                  | División de Oro Ascenso Inferiores Seniors "A" | Masculino | Emiliano Rojas Manuel Tejo Ignacio Morales Gonzalo Ramos                                                                | U.N.R. Velocidad y Resistencia Cuba Libre Social Zona Sud |
| 3   | Mejor Entrenador/a             | Primera Inferiores                             | Femenina  | Franco Floriani Iván Rivoire                                                                                            | U.N.R. Rosario Central                                    |
| 4   | Mejor Entrenador/a             | Primera Inferiores                             | Masculino | Franco Filippini Manuel Tejo                                                                                            | Nueva Era Velocidad y Resistencia                         |
| 5   | Mejor Arbitro/a                | Todas las Categorías                           | Ambas     | Nahuel Díaz | Colegio Arbitral S.A.D.R.A.                               |
| 6   | Goleadora                      | Primera Inferiores                             | Femenina  | Valentina Crivellini Pia Pauluzzi                                                                                       | U.N.R. Rosario Central                                    |
| 7   | Goleador                       | División de Oro Ascenso Inferiores Seniors "A" | Masculino | Martín Piazza Lucas Leal Bruno Medina Mariano Suárez                                                                    | Nueva Era Cuba Libre Carriego Rosario Central             |
| 8   | Mejor Arquera                  | Primera Inferiores                             | Femenina  | Julia Borgnino / Gisel Kolodsinski Camila Castor                                                                        | U.N.R. Rosario Central                                    |
| 9   | Mejor Arquero                  | División de Oro Ascenso Inferiores Seniors "A" | Masculino | Otto Krause / Alejandro Spaggiari Santiago Schenone / Juan Di Pompo Ezequiel González Fernando Carrio / Leandro Maurino | U.N.R. Universitario Social Zona Sud Carriego             |
| 10  | Club más Ganador               | Todas las Categorías                           | Ambas     | 8 títulos | U.N.R. Social Zona Sud                                    |
| 11  | 25° Aniversario Título Mundial | Selección Mayor                                | Masculino | Guillermo Santa Clara Lionel Etcheverry Franco Sguassero Mario Bitti Luis Del Re                                        | Selección Argentina 1994                                  |
| 12  | Reconocimiento Campeón Mundial | Selección Mayor                                | Masculino | Luciano D'Elia | Selección Argentina 2019                                  |